# Torolf Elster

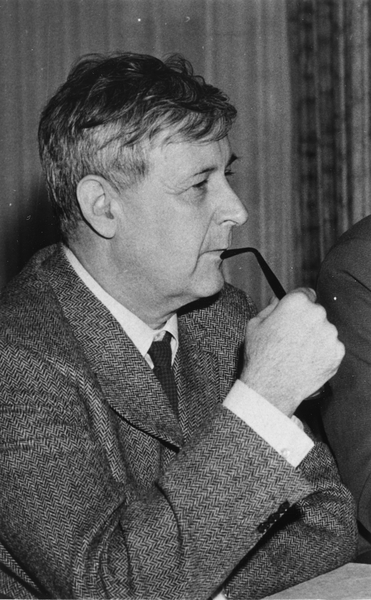
Torolf Elster.

Torolf Elster född 27 maj 1911 i Oslo (Kristiania), död 4 november 2006 i Oslo, var en norsk journalist och författare. 
Elster debuterade som författare 1936 med romanen Muren, som fick god kritik. Han blev samma år försäljningschef på Tiden Norsk Förlag, arbetarrörelsens nystartade förlag.
Under andra världskriget måste han fly till Sverige för att undgå att komma i tyskarnas våld. I Sverige redigerade Elster tidskriften Håndslag. Efter kriget var han först utrikeskorrespondent, senare utrikesredaktör för Arbeiderbladet fram till 1963, avbruten av tiden som redaktör för tidskriften Kontakt under perioden 1947-1954. Han var programdirektör för radion i NRK från 1963.
Torolf Elster skrev både samhällsengagerade debattböcker, romaner och kriminallitteratur. 1982 mottog han Rivertonpriset för Thomas Pihls annen lov. 
Torolf Elster var son till författaren Kristian Elster den yngre, gift med lyrikern Magli Elster och far till filosofen Jon Elster.